# Lars-Erik Efverström
Lars-Erik Efverström (* 26. Februar 1925 in Hållnäs; † 26. Januar 2003 in Piteå) war ein schwedischer Skilangläufer und Nordischer Kombinierer.
Efverström, der für den Vittjärvs IK aus Boden startete, nahm an den Olympischen Winterspielen 1952 in Oslo teil. Dort belegte er den 58. Platz über 18 km und den 17. Rang in der Nordischen Kombination. Bei schwedischen Meisterschaften siegte er im Jahr 1954 in der Nordischen Kombination.